# Niklaus Stump
Niklaus Stump (* 23. Dezember 1920 im Toggenburg; † 30. April 2005 in Wildhaus) war ein Schweizer Wintersportler, der sich auf den Skilanglauf und die Nordische Kombination spezialisiert hatte, aber auch im Skispringen sowie bei alpinen Skiwettbewerben antrat.

## Werdegang
Stump, der für den SC Wildhaus startete, gehörte in den 1940er-Jahren zu den erfolgreichsten Schweizer Skiallroundern. Bei den Schweizer Meisterschaften in der Nordischen Kombination 1944 in Gstaad sicherte er sich die Silbermedaille im Einzel. An gleicher Stelle erreichte er mit dem Titel der Spezialspringer seinen ersten nationalen Titel. Im darauffolgenden Jahr gewann er in Engelberg die Viererkombination aus Skispringen, Skilanglauf, Abfahrt und Slalom und wurde damit Schweizer Skimeister. Dort erhielt Stump auch bei den Schweizer Skimeisterschaften 1945 seinen ersten Titel in der Nordischen Kombination. Diesen Titel verteidigte er 1946 in Davos.
Am Holmenkollen in Oslo musste er sich beim Kombinationswettbewerb am 2. März 1947 nur dem Schweden Sven Israelsson geschlagen geben, obwohl dieser gestürzt war. Bei seinen ersten Olympischen Winterspielen 1948 in St. Moritz im Folgejahr lief er über 18 km im Skilanglauf zeitgleich mit seinem Landsmann Edy Schild auf Rang 20. Im Einzel der Kombination erreichte er einen guten vierten Platz und verpasste die Bronzemedaille dabei nur um 11,9 Punkte. Im Skilanglauf-Staffelrennen kam er gemeinsam mit Robert Zurbriggen, Max Müller und Edy Schild auf den fünften Platz. Die Skilanglaufrennen galten neben den Olympischen Spielen zudem als Nordische Skiweltmeisterschaft. Wenige Wochen nach den Spielen sicherte er sich in St. Moritz seinen letzten nationalen Titel in der Kombination.
Nach seiner aktiven Laufbahn betrieb Stump das Hotel «Alpenrose». Ihm zu Ehren wurde später die Skisprunganlage in Unterwasser auf Niklaus-Stump-Schanze getauft, nachdem er dort einen der ersten Schanzenrekorde von 56 Metern gesetzt hatte. Zuletzt trug die Schanze bis zu ihrem Abriss wieder den Namen Säntisschanze.